# ジェームズ・バッティン
ジェームス・フランクリン・バッティン(英語: James Franklin Battin, 1925年2月13日 - 1996年9月27日)は、アメリカ合衆国出身の政治家、裁判官。所属政党は共和党。1961年から1969年までアメリカ合衆国下院議員を務めた。

## 経歴・人物
カンザス州ウィチタで生まれたバッティンは、1929年11月に両親とともにモンタナ州に移住した。当時モンタナ州第3の都市であったビリングスの公立学校で教育を受け、1942年に同地の高校を卒業後、アメリカ海軍に入隊し、太平洋などで従軍した。1947年にはバーバラ・チョートと結婚。1948年にイースタン・モンタナ・カレッジ（現モンタナ州立大学ビリングス校）を卒業し、学士（教養）を取得した。1951年にジョージ・ワシントン大学ロースクールで法務博士（専門職）を取得した。卒業後は、ワシントンD.C.で１年間弁護士を務めた後、地元ビリングスに戻り、法務活動を行った。イエローストーン郡副郡検事、ビリングス市郡計画委員会顧問弁護士兼秘書、ビリングス市弁護士を歴任した。1958年から1959年まで、モンタナ州下院議員を務めたあと、1961年1月3日から1969年2月27日に辞任するまで、共和党員として下院議員を務めた。

### 連邦判事
1969年2月20日、リチャード・ニクソン大統領は、モンタナ地区地方裁判所の判事に指名した。1969年2月25日に連邦上院で承認され、2月27日に任命された。1978年11月16日から1990年2月13日まで主任判事を務めた。1990年2月13日にシニアステイタスに就任。1996年9月27日、ビリングスで死去したため、職務を終了した。
モンタナ州ビリングスの連邦裁判所はバッティンの功績に敬意を表し、ジェームズ・F・バッティン連邦地方裁判所に改名された。